# 在非黑非白的世界，熊貓笑了。
《在非黑非白的世界，熊貓笑了。》（簡稱）是日本電視台於2020年1月12日－3月15日播出的週日連續劇，由清野菜名和横濱流星雙主演。
本作爲第一次與讀賣電視台共同制作的作品。在最後一集播放完畢後，在Hulu會上映《在非黑非白的世界，即使如此熊貓也不笑。》（シロでもクロでもない世界で、それでもパンダは笑わない。），共2集，以五年後的世界作爲本劇的番外篇。
2020年7月22日發售藍光碟和DVD-BOX。

## 劇情概要
有良好身手的女子・Miss Panda與操控她的男子・飼養員先生， 根據「Mr.non-compliance」的委託去揭發警察、傳媒等不敢公告的事件真相。

## 登場人物

### 主要人物
- 川田蓮 / 川田莉子/ Miss Panda〈23〉：清野菜名[5]

（年幼時期：寶邊花帆美、蓮少女時期：紅里、莉子高中時期：樹里）
本作的主角
圍棋棋士。出生於1996年9月24日。以前曾被稱為天才美人棋士，因某個事件爲契機而變成消極的性格，亦爲賽事成績沒有增長而煩惱。

現在圍棋咖啡店・GOBAN打工中。宮澤沙奈惠爲她的中學時期的同學。
- 森島直輝〈23〉：横濱流星

（年幼時期：山田暖絆）
：本劇的另一個主角。
表面上是在修讀精神心理學科的東京誠立大學生。在電視節目中，以「Mental Risk N」出演。
- 門田明宏〈45〉：山崎樹範[6]

在大學醫院工作的精神科醫生。亦爲直輝的老師。
- 東山楓〈15〉：吉田美月喜[7]

天才美少女圍棋少女（自稱）。私立魁姫中學學生
- 小園武史〈23〉：中田圭祐

直輝的同學。
- 前川雪乃〈23〉：禱キララ

直輝的同學。
討厭小園同學。
- 川田麻衣子〈40〉：山口紗彌加 [6]

蓮的母親。對蓮十分寵愛。
與蓮一起遭遇10年前的放火事件，現在仍在療養院中接受治療。
- 佐島源造 / Mr. Non Compliance〈50〉：佐藤二朗

法務大臣。
- 森島哲也〈享年38〉： 田中圭

直輝的父親。與妻子在1996年陰陽相隔。
- 佐島一郎〈30〉：きづき

法務大臣秘書官。源造的長子。梓的哥哥。
- 山野邊龍彦：高橋ジョージ

捜査一課長。三津谷和坂下的上司。

### 全日電視台
- 神代一樹〈36〉：要潤

出入全日電視台的自由身的敏銳導演。
- 佐島梓〈23〉 ：白石聖

佐島源造的女兒。森島直輝的女朋友。全日電視台記者。畢業於私立魁姫中學。
- 飯田兼一： 福田轉球
- 田中三太：永山たかし
- 伊藤健人：坂東龍汰

### 圍棋咖啡店・GOBAN
- 加賀佳恵：椿鬼奴

老闆娘。好像「女人的第六感很準」。
- 加賀春男：升毅

店長。
- 菊池勘平：水澤紳吾

常客。
- 中島きよし：松浦祐也

常客。
- 小林孝雄：スチール哲平

常客。
- 並木しげる：淺見小四郎

常客。

### 客串
第1集
- 江本達郎:和田正人

IT公司｢Anterifield｣社長。
- 横山愛菜〈享年27〉: 安田マユミ（整容前）→ 山口真帆（整容後）

自殺身亡的員工。
- 山崎麗美: 仁村紗和

社長秘書。
- 花咲義弘 : 遠山俊也

花咲整型外科診所的院長。
- 上坂真司: 川崎麻世

眾議院議員。
曾卷入性騷擾等事件。
第2集
- 岸本大樹:  阿南健治

東京誠立大學校長。
被懷疑兒子免試入學。
- 岸本俊一: 中尾暢樹

岸本校長的兒子。
- 池渕淳二 :モロ師岡

東京誠立大學副校長。
- 柳本育郎 :渡邊裕之

前文部科學省事務次官。
- 兒島:兒玉宣勝（第8集）

知道直輝的父的死以自殺結案的警察。
第3集
- 宮澤沙奈恵 :秋元才加

速度攀石的日本代表選手。
在練習中受傷而不得不在世界選手選中退賽。
與蓮爲中學時期的同學。感覺到蓮(由莉子扮演的)的違和感，
而問｢原先是這樣的性格嗎？｣。
- 鹿野博史:三浦貴大

速度攀石日本代表教練。
- 北里亜香里〈23〉:竹内愛紗

速度攀石的日本代表選手。宮澤視她為競爭對手。
- 磯貝誠 :六平直政

沙奈恵的教練。以前因指導太嚴而被報指他職權霸凌。
在沙奈恵受傷前辭任教練一職，而記者會中卻引起騷亂而被指責，
但在發現真正的犯人後再次成為沙奈惠的教練。
- ミルコビッチ: FiFi

コリーナ的教練。
- コリーナ: ポーラ・B　（パウラ・ベルヴァンゲル）

第4集
- 小島春香: 谷村美月

學校的輔導員。
- 宮本翔太 :杉田雷麟

與楓同屬私立魁姫中學的學生。聲稱受由涼介帶領的人欺凌，校内被人孤立。
- 風見涼介 :小林喜日

翔太的同學。聲稱沒有欺凌翔太。
第5集・第6集
- 濱口公則;谷田部俊

死刑犯。引起ボンドモール東京爆炸事件的犯人。在護送中，被假Miss Panda 和假飼養員綁架後殺害，
因假Miss Panda的行動令真正的Miss Panda被當成殺人犯而被通緝。
- 中延陽一:結木滉星

被害者遺屬。
- 中延陽子:三倉茉奈

被害者遺屬。
- 三津谷彰義 : 高橋努

警視廳搜査一課刑事。
- 坂下彌生: 江口德子

警視廳搜査一課警察。與三津谷一起被稱「毒蛇和獴」。
- 岩城啓太的母親:朝加真由美（第6話出演）

## 製作團隊
- 編劇：- 佐藤友治、蛭田直美
- 導演： - 遠藤光貴
- 主題曲 - 	比莉·艾利什「bad guy」（Interscope Records）
- 總製作人 - 岡本浩一（讀賣電視台）
- 動作指導- 柴原孝典
- 製作人 - 福田浩之（讀賣電視台）、馬場三輝（ケイファクトリー）、千葉行利（ケイファクトリー）
- 攝影師  - 岡崎真一、古川好伸
- 影像 - 高井裕二
- 照明 - 村澤浩一
- 收音 - 福田陽輔
- 技術測試 - 星宏美
- 編輯測試 - 下元徹、佐藤博亮
- 編輯 - 河村信二
- PR編輯 - 足立浩
- Line編輯 - 黒川翔太郎
- VFX - 高橋良明
- 選曲 - 谷口廣紀
- 音響效果 - 榊原聰志
- MA - 關口浩平
- 美術製作人 - 津留啓亮
- 美術指導 - 佐佐木理恵
- 裝飾 - 有村謙志
- 道具 - 白方菜月
- 服飾 - 池田友紀
- 髮飾 - 板垣美和、船戶美咲（鈴木奈奈負責）
- 構成 - 關聖子、關根龍太郎（日本電視台）
- 共同製作人 - 池田健司（日本電視台）
- 製作協助 - ケイファクトリー
- 製作出品 - 讀賣電視台

## 播出日程
| 集數                                                                      | 播出日期 | 副標題 | 標題 | 編劇     | 導演     | 收視率 | 備註 |
| ------------------------------------------------------------------------- | -------- | ------ | ---- | -------- | -------- | ------ | ---- |
| 第1話                                                                     | 1月12日  |        |      | 佐藤友治 | 遠藤光貴 | 9.5%   |      |
| 第2話                                                                     | 1月19日  |        |      | 佐藤友治 | 遠藤光貴 | 7.9%   |      |
| 第3話                                                                     | 1月26日  |        |      | 佐藤友治 | 松永洋一 | 8.5%   |      |
| 第4話                                                                     | 2月2日   |        |      | 蛭田直美 | 松永洋一 | 7.7%   |      |
| 第5話                                                                     | 2月9日   |        |      | 佐藤友治 | 汐口武史 | 6.7%   |      |
| 第6話                                                                     | 2月16日  |        |      | 佐藤友治 | 汐口武史 | 7.7%   |      |
| 第7話                                                                     | 2月23日  |        |      | 佐藤友治 | 坂本榮隆 | 7.4%   |      |
| 第8話                                                                     | 3月1日   |        |      | 佐藤友治 | 千葉行利 | 8.5%   |      |
| 第9話                                                                     | 3月8日   |        |      | 佐藤友治 | 汐口武史 | 8.6%   |      |
| 第10話                                                                    | 3月15日  |        |      | 佐藤友治 | 遠藤光貴 | 8.4%   |      |
| 平均視聴率 8.1%（收視率由Video Research調查關東地區、家戶的即時統計資料） |          |        |      |          |          |        |      |

## Chain Story
劇集完結後以#0.5集，由GYAO!獨家播放。
副標題・出演
- 1.5話 熊貓笑了，蓮的事件明亮化

  - 清野菜名、升毅、椿鬼奴、 山口紗彌加、水澤紳吾、松浦祐也、スチール哲平、淺見小四郎、希咲美羽
- 2.5話 熊貓笑了，直輝的真面目被揭開

  - 横浜流星、山崎樹範、中田圭祐、禱キララ
- 3.5話 熊貓笑了，神代一樹聞到事件的味道

  - 要潤、白石聖、福田轉球、坂東龍汰、永山たかし、水澤薫、福田解人、福田希生
- 4.5話 熊貓笑了，揭開眾人的真面目

  - 吉田美月喜、水澤紳吾、松浦祐也、スチール哲平、淺見小四郎
- 5.5話 熊貓笑了，佐島家庭的計謀

  - 白石聖、佐藤二朗、坂東龍汰、永山たかし、きづき
- 6.5話  熊貓笑了，死掉的門田訴說

  - 山崎樹範、中田圭祐、禱キララ
- 7.5話  熊貓笑了，蓮與莉子是......

  - 升毅、椿鬼奴
- 8.5話  熊貓笑了，全日電視台的動搖

  - 要潤、福田轉球、坂東龍汰、永山たかし
- 9.5話  熊貓笑了，為了夥伴們而奔跑

  - 升毅、椿鬼奴、吉田美月喜、水澤紳吾、松浦祐也、スチール哲平、淺見小四郎、中田圭祐、禱キララ

## 相關商品
- Blu-ray・DVD BOX（2020年7月22日、TCBD-0943 / TCED-5054）
  - 特典：特製Blue Ray、明信片套裝3張
  - 影片特典
    - Making of「在非黑非白的世界，熊貓笑了。」
    - Chain Story
    - 熊貓頻道
    - #嘗試 黑白迷路
- OST（2020年3月18日、Anchor Records、UZCL-2185）

## 外部連結
- 官方网站（日語）
  - 在非黑非白的世界，熊貓笑了。的X（前Twitter）（日語）
  - 在非黑非白的世界，熊貓笑了。的Instagram帳戶（日語）
- WakuWaku Japan官方網站（繁體中文）

| 日本 日本電視台 週日連續劇                                   | 日本 日本電視台 週日連續劇                                    | 日本 日本電視台 週日連續劇 |
| ------------------------------------------------------------ | ------------------------------------------------------------- | -------------------------- |
|                                                              | 在非黑非白的世界，熊貓笑了。 （2020年1月12日－2020年3月15日） |                            |
| Nippon Noir-刑警Y的反亂- （2019年10月13日 - 2019年12月15日） | 美食偵探 明智五郎 （2020年4月12日 - 2020年6月28日）           |                            |

| 臺灣 WakuWaku Japan | 臺灣 WakuWaku Japan                             | 臺灣 WakuWaku Japan |
| ------------------- | ----------------------------------------------- | ------------------- |
|                     | 在不白不黑的世界裡，熊貓笑了 （年月日－年月日） |                     |
| —                   | —                                               |                     |